# 숙종 (고려)
숙종(肅宗, 1054년 9월 8일 (음력 7월 28일), 율리우스력 9월 2일 ~ 1105년 11월 17일 (음력 10월 2일), 율리우스력 11월 10일)은 고려 제15대 국왕(재위: 1095년 11월 12일(음력 10월 7일), 율리우스력 11월 6일 ~ 1105년 11월 17일)이다.
초명은 희(熙), 휘는 옹(顒), 자는 천상(天常), 묘호는 숙종(肅宗), 시호는 문혜강정명효대왕(文惠康正明孝大王) 능호는 영릉(英陵). 문종과 인예왕후 이씨의 아들로 순종과 선종의 동복아우이다.

## 생애
부지런하고 검소하며 과단성이 있고 오경(五經), 제자서(諸子書), 사서(史書) 등에 해박하였다. 문종의 큰 기대를 받아 "뒷날에 왕실을 부흥시킬 자는 너다." 라고 하여 문종 때 계림공에 책봉되었는데 친조카인 헌종이 어린 나이로 즉위하자 1년 만에 제위를 찬탈하여 1095년에 즉위하였다.
1096년, 6촌 이내의 혼인을 금하였고 1097년에는 주전관(鑄錢官)을 두고 주화를 만들어 통용하게 하였으며 1101년에는 본국의 지형을 본떠서 활구(闊口)를 주조하였고 이듬해에는 고주법(鼓鑄法)을 제정하여 해동통보 1만5000관을 만들어 문무백관과 군인들에게 분배하였다.
1099년 김위제의 주장에 따라 남경을 중시하고 남경개창도감(南京開創都監)을 두어 궁궐을 조성하였으며 1102년에 예부에서 "우리나라가 예의로 교화하기는 기자(箕子)로부터 비롯되었으니 원컨대 그 분묘를 찾고, 사당을 세워 제사하십시오." 라고 숙종에게 아뢰자 숙종은 서경에 기자사(箕子祠)를 세웠다.
1102년과 1103년에는 동여진의 태사 영가(盈歌)가 사신을 보내어 내조하였으나 영가가 죽고 오아속(烏雅束)이 태사가 된다. 오아속이 태사가 되고 1104년 1월, 동여진의 내분을 진압하기 위해 오아속의 기병이 정주 관문 앞까지 진군해왔다. 같은해 2월에 임간(林幹)이 관문 밖으로 나가 여진군을 공격했다가 패하였고, 3월에는 윤관이 여진정벌을 계획하였지만 역시 이기지 못하고 화약을 체결하고 돌아왔다. 이에 따라 윤관의 주장으로 별무반을 처음 설치하였다.
윤관은 “신이 여진에게 패한 것은 저들은 기병이고, 우리는 보병이므로 대적할 수 없었습니다.”라고 아뢰니 드디어 기병으로 구성된 신기군(神騎軍), 보병으로 구성된 신보군(神步軍)과 승도(僧徒)들로 구성된 항마군(降魔軍) 도합 30만명을 두어 별무반이라 칭하고 여진정벌을 준비하게 하였다.
1105년 서경에 순행하여 동명왕묘(東明王廟)에 제사하고 돌아오는 도중에 병이 들어 개경으로 돌아오다가 장평문 밖 수레 안(御輦)에서 붕어하였다. 능은 경기도 장단군에 있는 영릉(英陵)이다.

## 가족 관계
| 1054년 9월 8일 (음력 7월 28일) 고려 개경 정전 | 1105년 11월 17일 (음력 10월 2일) (51세) 고려 개경 장평문 밖 수레 |

|    |                             | 생몰년          | 부모                                              | 비고        |
| -- | --------------------------- | --------------- | ------------------------------------------------- | ----------- |
| 부 | 문종 文宗                   | 1019년 - 1083년 | 현종 顯宗 원혜왕후 김씨 元惠王后 金氏             | 제11대 국왕 |
| 모 | 인예태후 이씨 仁叡太后 李氏 | 미상 - 1092년   | 이자연 李子淵 계림국대부인 김씨 鷄林國大夫人 金氏 |             |

| 왕후 | 시호                                              | 본관 | 생몰년        | 부모                                          | 비고 |
| ---- | ------------------------------------------------- | ---- | ------------- | --------------------------------------------- | ---- |
| 왕후 | 명의왕후 유씨 明懿王后 柳氏 명의왕태후 明懿王太后 | 정주 | 미상 - 1112년 | 유홍 柳洪 낙랑국대부인 김씨 樂浪國大夫人 金氏 |      |

|   |                             | 이름      | 생몰년                           | 생모          | 배우자                                                                              | 비고        |
| - | --------------------------- | --------- | -------------------------------- | ------------- | ----------------------------------------------------------------------------------- | ----------- |
| 1 | 예종 睿宗                   | 우 俁     | 1079년 - 1122년                  | 명의왕후 유씨 | 경화왕후 이씨 敬和王后 李氏 순덕왕후 이씨 順德王后 李氏 문정왕후 왕씨 文貞王后 王氏 | 제16대 국왕 |
| 2 | 상당후 上黨侯               | 필 泌     | 미상 - 1099년                    | 명의왕후 유씨 | 미상                                                                                |             |
| 3 | 원명국사 圓明國師           | 징엄 澄儼 | 1090년 - 1141년                  | 명의왕후 유씨 | 미혼                                                                                |             |
| 4 | 대방공 帶方公               | 보 俌     | 1091년 - 1128년 1092년 - 1128년  | 명의왕후 유씨 | 미상                                                                                |             |
| 5 | 대원공 大原公               | 효 侾     | 1093년 - 1161년                  | 명의왕후 유씨 | 이씨 李氏                                                                           |             |
| 6 | 제안공 齊安公               | 서 偦     | 1094년 - 1131년 1095년 - 11321년 | 명의왕후 유씨 | 미상                                                                                |             |
| 7 | 통의후 通義侯               | 교 僑     | 1097년 - 1119년                  | 명의왕후 유씨 | 미상                                                                                |             |
| 8 | 견성적소 수좌 見性寂炤 首座 | 현응 玄應 | 미상 - 1139년                    | 미상          | 미혼                                                                                |             |

|   |                   | 생몰년          | 생모          | 배우자                  | 비고 |
| - | ----------------- | --------------- | ------------- | ----------------------- | ---- |
| 1 | 대령궁주 大寧宮主 | 미상 - 1114년   | 명의왕후 유씨 | 회안백 왕기 淮安伯 王沂 |      |
| 2 | 흥수궁주 興壽宮主 | 미상 - 1123년   | 명의왕후 유씨 | 승화백 왕정 承化伯 王禎 |      |
| 3 | 안수궁주 安壽宮主 | 미상            | 명의왕후 유씨 | 광평공 왕원 廣平公 王源 |      |
| 4 | 복녕궁주 福寧宮主 | 1096년 - 1133년 | 명의왕후 유씨 | 진강백 왕연 晉康伯 王演 |      |

## 같이 보기
- 한국의 군주 목록
- 고려
- 숙종 (조선)